# Fallas sismogénicas de la Región de Murcia
Las principales fallas sismogénicas de la Región de Murcia son la de Alhama de Murcia, la de Cieza- Bullas-Alicante y la de  la Vega Media del Segura. La Región de Murcia se sitúa dentro del ámbito de las Cordilleras Béticas, y en ella están representados materiales pertenecientes a las tres zonas que tradicionalmente se dividen en Prebética y Subbética (zonas externas) y Bética (zonas internas); la primera tiene un carácter paraautóctono y las otras dos alóctono.

## Falla de Alhama de Murcia (FAM)
Una falla muy activa en la Región de Murcia es la de Alhama de Murcia (también conocida como de Alcantarilla-Alhama-Puerto Lumbreras), localizada entre el norte del valle del Guadalentín y Puerto Lumbreras. 
Permanece en movimiento casi continuamente, provocando pequeños movimientos. Lo que, a pesar de los daños que se producen en las edificaciones, es buena señal porque así la energía se libera poco a poco.
Murcia ha sufrido 12 terremotos en los últimos 5 años por la falla de Alhama.
El ramal donde se concentran más seísmos es en la Falla de El Amarguillo.
La falla de Alhama provocó el 11 de mayo de 2011 dos terremotos de grados 4,7 y 5,1 en la escala de Richter con epicentro cercano a la ciudad de Lorca, en Barranco Hondo (Lorca), que causó numerosos daños materiales y se cobró la vida de nueve personas.

## Falla de Carrascoy (FCA)
El gran temblor de una falla podría despertar a la falla siguiente con la que está alineada; y dentro de la Región, indica Romero, la Falla de Alhama de Murcia, en la que se sitúa Lorca, se alinea con la de Carrascoy, situada  en la Sierra de Carrascoy.

## Falla Crevillente (FC) - Campo Coy
Otra más dormida y peligrosa es la falla de Bullas-Cieza-Alicante, a la que pertenece la Falla de Crevillente, Segmento de Campo Coy.
Ha permanecido inactiva durante mucho tiempo y despertó de manera enérgica el 2 de diciembre de 1999 con el terremoto de Mula y, más cercano en el tiempo, el 6 de agosto de 2002 con el de la pedanía de La Paca (Lorca).

## Fallas de la Vega Media
Una última también activa, aunque en una dirección distinta a la de las anteriores, es la de la Vega Media del Segura (Lorquí, Ceutí, Molina de Segura y Las Torres de Cotillas), denominada de Falla de Crevillente (segmento Fortuna-Abanilla) y fallas adyacentes del valle del Segura.

## Falla de Socovos (FS)-Calasparra (segmento de Calasparra)
El terremoto de Cehegín de 1948 ha sido interpretado como generado por una falla de desgarre sinestral de dirección NE-SO.

## Otras fallas con repercusión en la Región de Murcia
- Falla del Bajo Segura (FBS) o Falla de Orihuela
- Falla de Palomares (FP)
- Falla de San Miguel de Salinas (FSM)
- Falla de Torrevieja (FT)